# Sandwitches
Sandwitches è un singolo dei rapper americani Tyler, the Creator e Hodgy Beats, pubblicato l'8 ottobre 2010 come primo estratto del primo album in studio Goblin.
Il singolo fu pubblicato inizialmente per il download digitale gratuito, il 15 maggio 2011 venne pubblicato su iTunes.

## Tracce
Testi di Tyler Okonma e Gerard Long, musiche di Tyler Okonma.
1. Sandwitches – 4:51